# Termostat

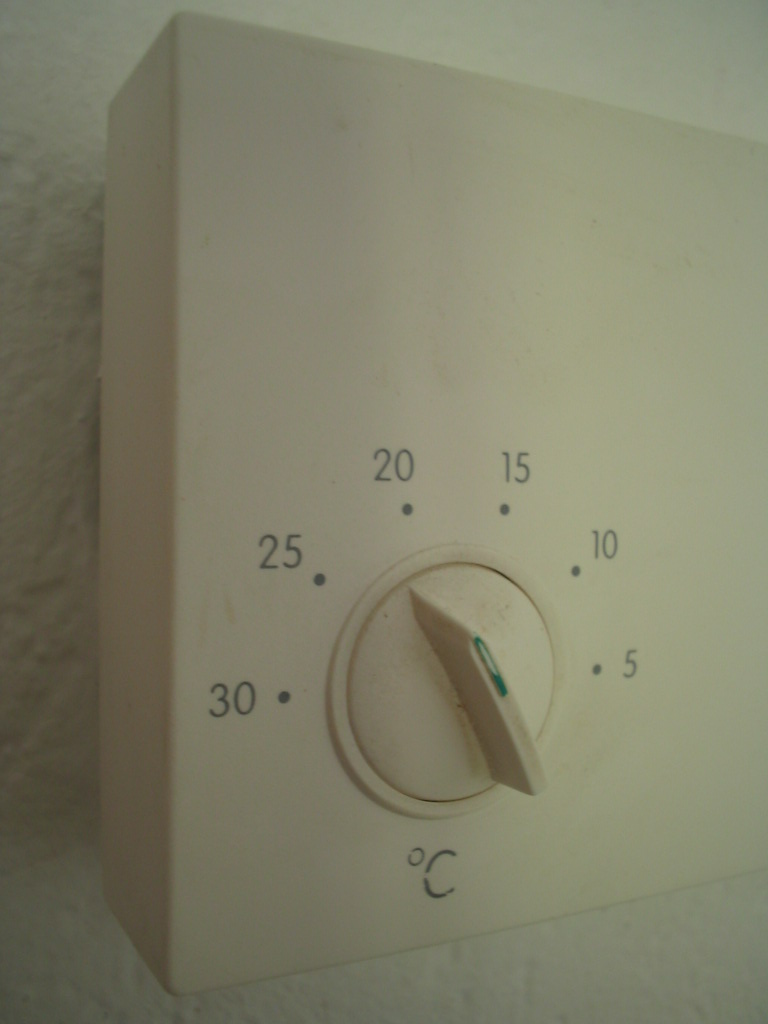
Tradycyjny termostat laboratoryjny

Termostat – urządzenie lub element urządzenia utrzymujący ("-stat") zadaną temperaturę ("termo-") poprzez aktywne działanie.
Nazwa jest używana na określenie urządzeń utrzymujących stałą temperaturę w pewnym zakresie i czasie dzięki dobrej izolacji cieplnej np. termos, wykorzystujące substancje o dużym cieple właściwym (łaźnia wodna) lub cieple przemiany zachodzącym w określonej temperaturze.
Nazwa jest używana w szerszym znaczeniu do kompletnego urządzenia utrzymującego stałą temperaturę dzięki układowi sterowania oraz wyposażone w układ grzewczy albo chłodzący
- łaźnia wodna, łaźnia olejowa, łaźnia powietrzna, łaźnia piaskowa
- inkubator (cieplarka).

W węższym znaczeniu nazwa jest używana do układu sterującego, utrzymujący stałą temperaturę. Układ taki składa się z elementu wrażliwego na temperaturę oraz układu wykonawczego, który steruje intensywnością ogrzewania bądź chłodzenia, np. 
- - termostat - element układu chłodzenia silnika spalinowego w samochodzie - urządzenie jest automatycznym zaworem otwierającym się w wyniku wzrostu temperatury, umieszczanym w odpływie czynnika chłodzącego z bloku silnika do chłodnicy,
  - układ sterujący klimatyzatora,
  - układ sterujący pracą chłodziarki (lodówki), zamrażarki,
  - układ sterujący pracą grzałki akwarystycznej.